# Ybbs
Ybbs este un afluent de dreapta al Dunării situat în Austria Inferioară.
Izvorul lui se află în apropiere de Mariazell la granița dintre landurile Austria Inferioară și Steiermak la poalele lui Groß Zellerhut. Râul este denumit Weiße Ois, după ca. 5 km este numit  Ois și de la Lunz am See, Ybbs, până la Ybbs an der Donau unde el se varsară în Dunăre.
Kleine Ybbs are izvorul la sud de Ybbsitz, unde  confluează cu Schwarze Ois și se varsă cu puțin înainte de Waidhofen an der Ybbs în Ybbs.
Râul Ybbs are un curs cu multe curbe, având lungimea de ca. 130 km. Râul curge de la sud spre nord prin valea Ybbstal. De-a lungul lui sunt în general uzine de  prelucrare a metalelor sau a lemnului. In apropiere de zona prealpină își schimbă cursul curgând spre nord-est îndreptându-se spre Dunăre. Localitățile principale traversate de el sunt: Lunz am See, Göstling an der Ybbs, Hollenstein an der Ybbs, Opponitz, Waidhofen an der Ybbs, Sonntagberg, Amstetten și Ybbs an der Donau.